# Орин Нур
Орин Нур (на китайски: 鄂陵湖; на пинин: èlíng Hú; на тибетски: མཚོ་སྔོ་རིང་) е сладководно отточно езеро в Западен Китай, в провинция Цинхай) с площ 611 km² и максимална дълбочина 30,7 m.
Езерото Орин Нур е разположено в междупланинската блатиста котловина Одонтала, в източната част на планинската система Кунлун, на 4268 m н.в., между хребетите Буциншан на север и Баян Хара Ула на юг. Има триъгълна форма с дължина от север на юг 32,3 km и ширина 31,6 km в южната част. През него протича участък от най-горното течение на река Хуанхъ, която изтича от разположеното на запад езеро Джарин Нур, влива се в югозападния ъгъл на Орин Нур и изтича от северния му ъгъл. Площта на водосборния му басейн е 18 188 km². Езерото е богато на риба и е развит местният риболов. То е открито за европейците на 17 май 1884 г. от видния руски географ и пътешественик Николай Пржевалски, който извършва първото му географско изследване и картиране.